# Also Holding
Also Holding AG er en multinational schweizisk IT-grossistvirksomhed med tilstedeværelse i 28 europæiske lande og 143 lande på verdensplan. Virksomheden har ca. 4.000 ansatte og sælger hardware, software og services for årligt 12,4 mia. euro. Also Holding er majoritetsejet af tyske Droege Group (51 %). Also har over 120.000 varenumre og 1.450 produktkategorier. Virksomheden blev etableret i Emmen i 1984.